# Калнички партизански одред
Калнички народноослободилачки партизански (НОП) одред је био партизанска јединица у саставу Народноослободилачке војске и партизанских одреда Југославије током Другог светског рата у Југославији.

## Историјат
Формиран је 10. октобра 1942. у селу Бијела код Дарувара од Банијске пролетерске чете и бораца из састава 1. и 2. славонског НОП одреда. При формирању имао је два батаљона јачине око 190 бораца. Одмах после формирања кренуо је за Калник и водио борбе са домобранима 14. октобра код Шпишић-Буковице; 15. октобра заузео усташко упориште Бачковицу код Бјеловара; 16. октобра у шуми више села Рибњачке (Бјеловар) заробио 57 домобрана, од којих је 25 остало у партизанима, 18. октобра заузео је усташко упориште у селу Мало Тројство (код Бјеловара); 20. октобра одбио усташки напад код села Ботиновца (близу Копривнице), а 22. октобра близу села·Апатовца (код Крижеваца) разбио домобранску коњичку чету из Вараждина и заробио 35 домобрана, 4 подофицира и 1 официра, и запленио 37 пушака, 2 пушкомитраљеза, 1 митраљез, 1 аутомат и много муниције. Јединице Одреда су 3/4. новембра заузеле железничку станицу Ђурманец (на прузи Крапина—Рогашка Слатина) и запалиле је заједно с композицијом путничког воза и зградом поште; 5. новембра Одред је заузео домобранско упориште у селу Малом Мартијанецу (између Вараждина и Лудбрега), порушио пругу и уређаје на железничкој станици и за-робио 67 домобрана и 2 усташа; од 6. до 9. новембра водио је жестоке борбе на Калнику против јаких усташко-домобранских снага; 10. новембра заузео је домобранско упориште Иванец; 16. новембра Одред је заузео железничку станицу Церје Тужно (код Иванеца), коју су бранили жандарми и запалио железничку станицу Чуковец (код Копривнице), а 17/18. новембра и железничку станицу Јалжабет (код Вараждинских Топлица); 18. новембра напао је композицију теретног воза између села Питомаче и села Вукосављевице (на прузи Вировитица—Копривница), заробио 80 домобрана, а композицију спалио. Сутрадан је разоружао домобранске пограничне страже у селу Хрженици и селу Струги (код Лудбрега), и уништио композицију мешовитог воза на прузи Крижевци—Копривница; код железничке станице Царевдар 22. новембра минирањем је избацио из шина транспортни воз и том приликом изгорела је локомотива и 22 вагона; 24. новембра разоружао је домобранске посаде у селима Велики и Мали Буковец (код Копривнице) и др. Калнички НОП одред се на Калнику спојио са тамошњим партизанским групама и Жумберачком четом, која је 10. новембра ушла у састав Одреда као његов 3. батаљон и потпао под команду Штаба Друге оперативне зоне НОВ и ПО Хрватске. Јаке усташко-домобранске снаге из Крижеваца, Копривнице, Лудбрега, Вараждинских Топлица, Вараждина и Новог Марофа 29. новембра почеле су напад на јединице Одреда код села Осијека, Иванца и села Дуге Ријеке. Одред је напустио Калник и то: 1. батаљон упутио се у правцу Загреба (ка Сљемену), 2. батаљон у правцу Било-горе и 3. батаљон у правцу Иваншчице, где су дејствовали до средине децембра. Крајем децембра 1942. дао је 1. и 2. батаљон за формирање нових јединица 4. славонске дивизије. Његов 2. батаљон поновно је формиран 19. јануара 1943, а 3. батаљон 25. фебруара. Средином марта дао је један батаљон за попуну славонских јединица, а у априлу формиран је поновно 3. батаљон. Почетком маја дао је један батаљон за формирање нових јединица у Славонији, а истовремено формирао нови, док је средином маја формиран и 4. батаљон. Одред је тада имао 620 бораца. Од јануара до априла 1943. Калнички НОП одред нападао је мања усташко-домобранска упоришта на Било-гори, вршио диверзије на железничкој прузи Копривница—Вировитица и водио борбе код Великог Тројства, Питомаче, Клоштра, Светог Ивана Зелине, Новог Марофа. рудника Ладање, на Мучној ријеци и Ђелековцу. У мају и јуну успешно је дејствовао на железничким комуникацијама Загреб—Копривница и Вараждин—Копривница, и нападао руднике у рејону Иваншчице. У селу Јалковцу (код Вараждина) предао се 7. јула Калничком НОП одреду без борбе домобрански артиљеријски дивизион од 150 домобрана и 5 официра. Евакуисане су 2, а уништено 6 хаубица. Одред је 13. јула садејствовао 12. дивизији при заузимању казненог завода у Лепоглави, а 17. јула са деловима 12. дивизије разбио непријатељски железнички батаљон. Од краја јула до краја децембра дејствовао је на Калнику, у Хрватском загорју и Мославини. Одред је 4. септембра дао два батаљона за формирање бригаде Браћа Радић. У новембру је у Одреду формиран 3. батаљон, а 19. јануара 1944. Одред је ушао у састав Западне групе НОП одреда 10. корпуса НОВЈ.  Од јануара 1944. до почетка априла 1945. успешно је дејствовао на Калнику, Било-гори, Мославини и у Хрватском загорју. Водио је борбе код Вараждинских Топлица, Лудбрега, Копривнице, Великог и Малог Поганца, Рибњака, Радељева, Апатовца, Сегледа, Дуге Ријеке, Великог Отока и других места. У јуну 1944. Одред је дао 1. и 3. батаљон за попуну јединица бригаде Браћа Радић. Јула 1944. поновно је формиран 2. батаљон, који је у септембру попунио остале јединице 32. дивизије НОВЈ. Тада је Одред сведен на око 140 бораца. Одред је 11. фебруара 1945. ушао у састав Групе НОП одреда 10. корпуса НОВЈ, а 5. априла стављен је под непосредну команду Штаба 10. корпуса НОВЈ . Одред је расформиран 14. априла 1945. кад је његово људство попунило јединице 1. дивизије Корпуса народне одбране Југославије (КНОЈ).